# Clínica Santa Creu
La Clínica Santa Creu és una clínica del municipi de Figueres (Alt Empordà) establerta en un edifici que forma part de l'Inventari del Patrimoni Arquitectònic de Catalunya.

## Edifici
És un edifici situat en una zona d'horts en el moment de la construcció. Era un edifici aïllat en el moment, però adossat a un edifici en l'actualitat. Construït en dos cossos; el de la dreta presenta un portal central amb escala exterior i dues finestres laterals; tot en arcs semicirculars, a la planta baixa. El cos de l'esquerra, té en la planta baixa una finestra i quatre en els dos pisos superiors. A la zona superior hi ha una cornisa. Posteriorment s'afegiren un pis al cos de la dreta, un altre -el tercer- en el de l'esquerra.

## Història
El 1943 i per idea del doctor Ernest Vila i Antoni Brués, varen comprar l'antiga finca del darrer bisbe anglicà de Figueres, Lluís López "Luisito", situada a la cantonada dels carrers Pere III, Santa Llogaia. Es conservà l'estructura bàsica de la casa: planta baixa i primer pis, fins i tot l'aparença externa. Fou inaugurada el 10 de gener de 1944.